# Dinamarca nos Jogos Olímpicos de Verão de 1956

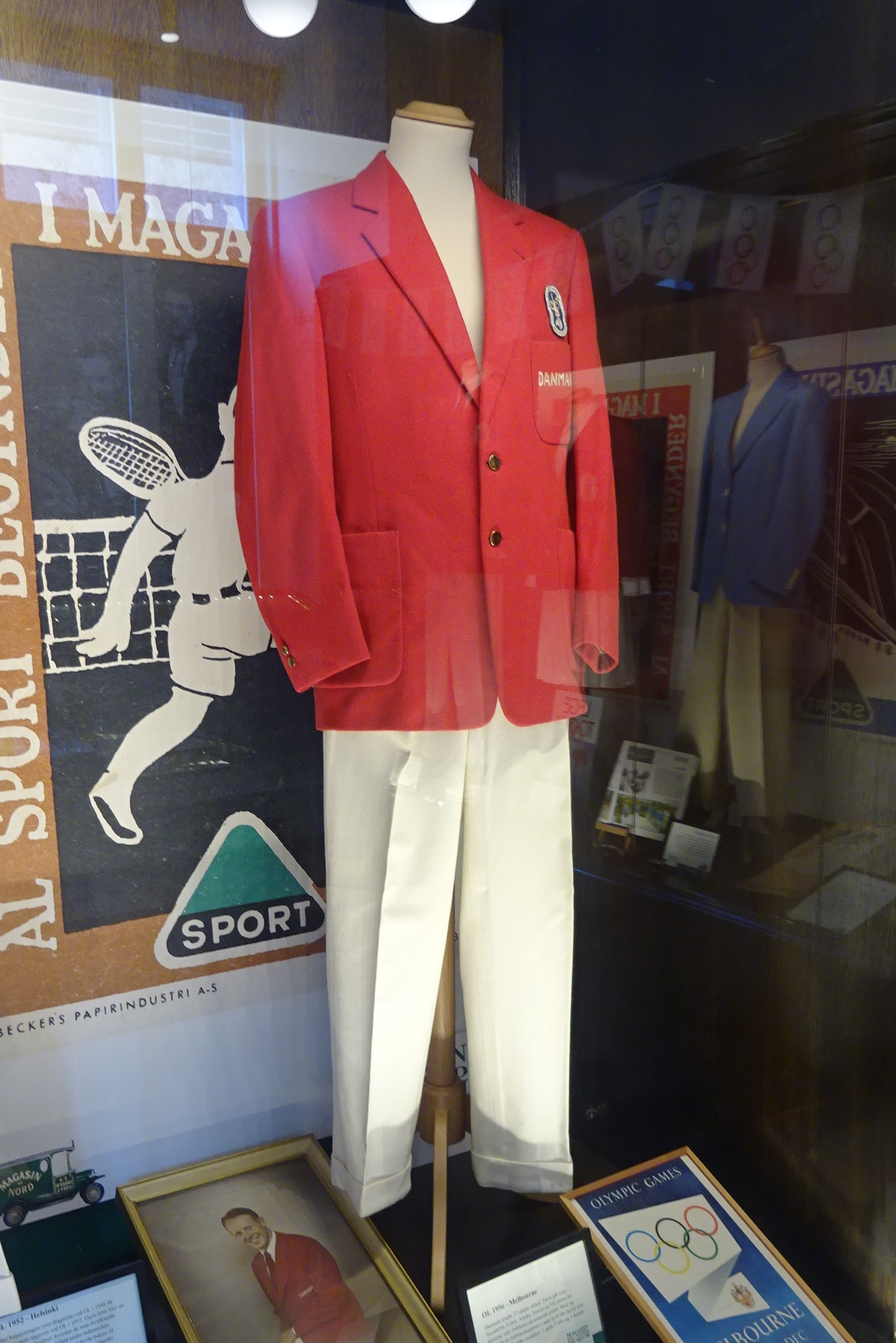
Uniforme oficial do comité da Dinamarca para a cerimônia de abertura dos Jogos Olímpicos de 1956, exposto no Museu Magasin du Nord em Copenhaga

A Dinamarca competiu nos Jogos Olímpicos de Verão de 1956, realizados em Melbourne, Austrália e Estocolmo, Suécia.